# 무상기일
무상기일(無霜期日,frost-free days)은 종상일(終霜日)(서리 내리기가 끝난 날)부터 초상일((初霜日))(서리가 처음 내리기 시작한 날)까지의 기간을 뜻한다. 일반적으로 위도가 높을수록, 그리고 지대가 높을수록 무상기일이 짧다.
무상기일은 농작물의 재배와도 연관이 있는데, 무상기일이 짧은 지역에서는 생육기간이 짧은 농작물을 재배한다.